# Guadalupe del Lerma
Guadalupe del Lerma es una localidad del estado mexicano de Jalisco. Es parte del municipio de La Barca.

## Toponimia
El nombre «Guadalupe» hace referencia a la santa patrona de la localidad: Nuestra Señora de Guadalupe. El nombre «Lerma» refiere a su ubicación, en la ribera del río Lerma.

## Demografía
| Gráfica de evolución demográfica |
|                                  |

| Censo | Población |
| ----- | --------- |
| 1900  | 495       |
| 1910  | 630       |
| 1921  | 476       |
| 1930  | 443       |
| 1940  | 453       |
| 1950  | 607       |
| 1960  | 594       |
| 1970  | 754       |
| 1980  | 834       |
| 1990  | 1 058     |
| 2000  | 1 173     |
| 2010  | 1 140     |
| 2020  | 1 316     |